# 예이트

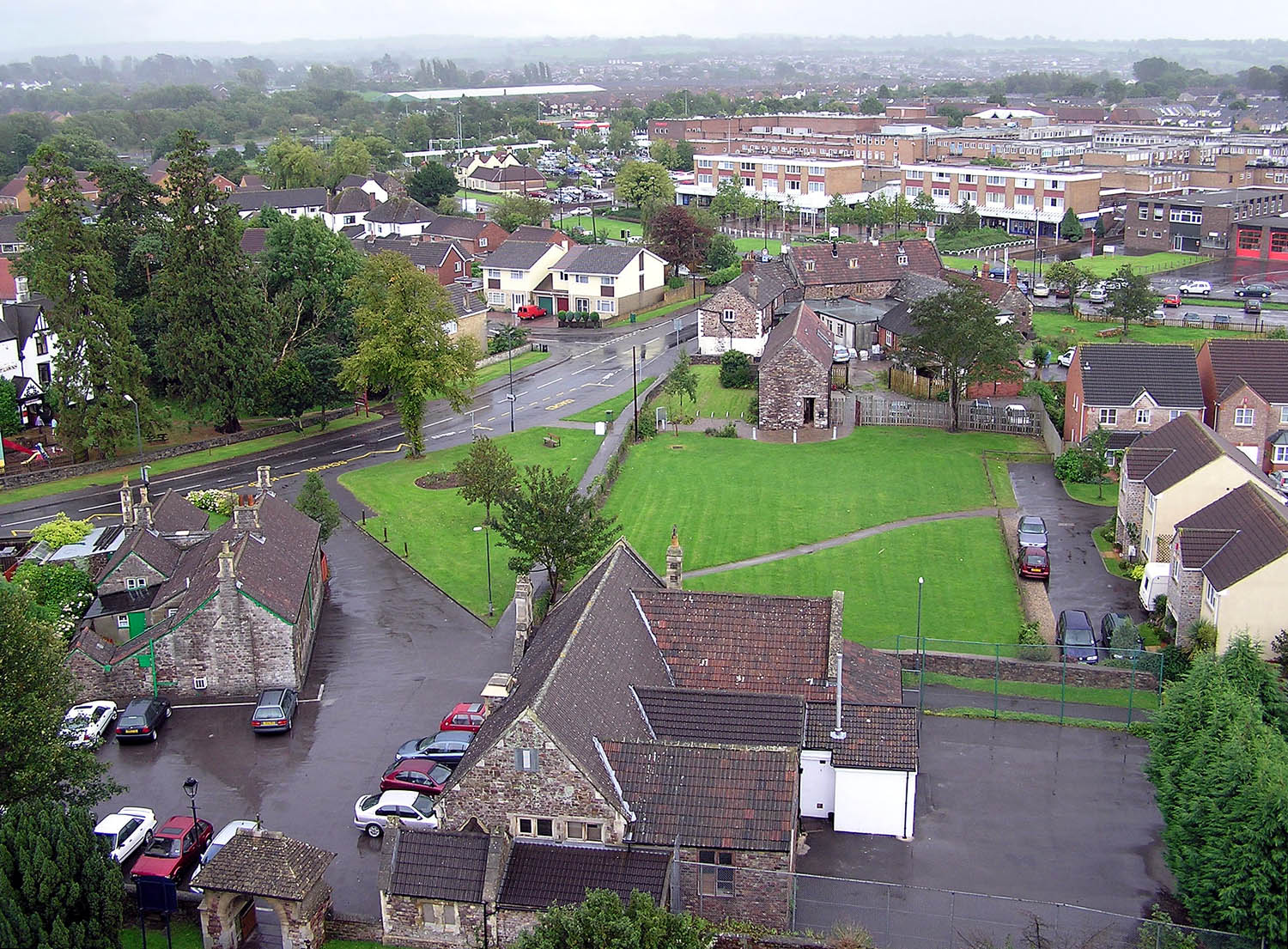
예이트

예이트(영어: Yate)는 잉글랜드 글로스터셔주에 위치한 도시로 인구는 35,000명(2011년 기준)이다. 브리스틀에서 북동쪽으로 17.7km 정도 떨어진 곳에 위치한다.